# Dynoides bicolor
Dynoides bicolor is een pissebed uit de familie Sphaeromatidae. De wetenschappelijke naam van de soort is voor het eerst geldig gepubliceerd in 2010 door Nunomura.